# Fila Europa Cup 1983
Il Fila Europa Cup 1983 è stato un torneo di tennis giocato sulla terra rossa. È stata la 9ª edizione del torneo, che fa parte del Virginia Slims World Championship Series 1983. Si è giocato all'Am Rothenbaum di Amburgo in Germania dal 4 al 10 luglio 1983.

## Campionesse

### Singolare
Andrea Temesvári ha battuto in finale  Eva Pfaff con il punteggio di 6–4, 6–2

### Doppio
Bettina Bunge /  Claudia Kohde Kilsch hanno battuto in finale  Ivanna Madruga /  Catherine Tanvier con il punteggio di 7–5, 6–4